# 薩爾達傳說 禦天之劍
《薩爾達傳說 禦天之劍》（副标题旧译）是一款在Wii平台上推出的《薩爾達傳說》系列动作冒险游戏，由任天堂情報開發本部研發製作，遊戲在2011年11月18日於歐洲、20日於北美、23日於日本和24日於澳洲發行。
本作故事時間軸在《不可思議的帽子》前，並也是該系列的第16款作品。操作上，遊戲利用了外接的Wii動感強化器讓玩者模擬劍的揮動，以及修改過的Wii遙控器指向系統來進行瞄準。遊戲在發行時也推出了附加金色Wii遙控器Plus的限定版本，而首批的遊戲包裝內也包含為了慶祝系列作25週年而推出的原聲帶CD。
2021年2月，任天堂宣布本作的高畫質版本《薩爾達傳說 禦天之劍 HD》于2021年7月16日登陆任天堂Switch平台，由澳洲電子遊戲開發商丹達羅斯媒體負責移植開發，並追加繁简中文、韓文、荷蘭文,及俄羅斯文。

## 概要
本作是繼2006年《黃昏公主》後第二款在Wii上推出的系列作品。但因為《黃昏公主》最初是為了任天堂GameCube而開發的作品，因此本作是首款純粹為了Wii而開發設計的薩爾達遊戲。遊戲的最大特徵是運用了Wii遙控器Plus所配備的Wii動感強化器，讓玩者能夠進行直覺的遊戲操作，運用類似《Wii運動 度假勝地》的操作感覺使用各式各樣的道具和攻擊招式。

## 遊戲

《禦天之劍》遊戲畫面採用接近印象派的視覺風格。這樣的風格能讓敵人角色的設計變得更誇張，同時強調敵人的攻擊和弱點。

《禦天之劍》的遊戲方式與《薩爾達傳說》系列的傳統遊戲流程有所不同，傳統的薩爾達是以改變遊戲世界和探索地城迷宮為主，而《禦天之劍》則結合了系列作中兩款以上作品的特色於一身。控制方式也大幅修改，揮劍使用Wii動感強化器進行控制，能夠忠實將玩者在現實世界中的動作反應到遊戲中。和前幾款作品不同的是，戰鬥的重點不再只是抓準正確的攻擊時機，也需要掌握目標敵人的更多特性，例如攻擊的方向等。
除了劍之外，遊戲中也有其他使用Wii遙控器Plus來控制的道具，例如能從遠處抓取道具的飛行金龜子、鞭子，還有炸彈、弓箭、彈弓等遠程攻擊武器。遊戲也引進了升級系統，讓玩者能藉由收集敵人掉落的道具來強化自己的裝備。能量數值表能讓玩者進行遠距跳躍和攀爬牆壁。飲用恢復健康藥水不再會中斷遊戲，地圖也變得更容易閱讀，在遊戲中不再容易迷路。玩者可選擇是否關閉遊戲中的抬頭顯示器（HUD）。
任天堂Switch版本支援Joy-con操作，以模擬Wii遙控器Plus的控制方式，此外，亦支援手提模式的按鍵操作。

## 劇情
《禦天之劍》設定在所有薩爾達系列遊戲時間軸的最開端，傳說中三位創世神祇在創造世界後留下了力量強大的三角神力，只要得到它的人就可以達成任何自己的願望。魔族之主終焉者為了得到三角神力而對海拉魯大地發動侵略戰爭，海利亞女神為了防止終焉者取得三角神力，而將僅存的人類集結在一塊巨石上並將石頭送到天空之中。女神與亞人們的聯合軍之後成功的封印了終焉者，但海拉魯大地因戰爭被魔物佔據而滿目瘡痍。幾千年後，當初送上天空的巨石成了浮島天空洛夫特，但天空洛夫特的人們早已遺忘了太古戰爭的往事。
在現代的天空洛夫特上，林克為一名飛行騎士學院的學生，並且和天空洛夫特村長女兒薩爾達為好朋友，但林克也常常遭到喜歡薩爾達的巴多的欺負。就在林克從學院畢業的那天，薩爾達在與林克乘洛夫特飞鳥出遊的途中被一股不明的黑暗力量綁架。這時海利亞女神鑄造的傳說聖劍精靈「法伊」出現在林克面前，告訴林克他就是海利亞女神預言中的勇者，並帶領著他得到了女神之劍。林克和法伊來到了雲層底下的地面世界並遇到了一名老婆婆，老婆婆告訴林克他必須去拯救薩爾達。林克途中經過了費羅尼森林、奧爾汀火山和拉聶爾沙漠後終於找到了薩爾達，但一名叫做英帕的女性拒絕讓林克帶走薩爾達並自己守護她。林克在冒險途中也遇到了現任魔族之主吉拉希姆，一位試圖復活終焉者的邪惡魔族长。英帕帶著薩爾達經過了時之門並躲到了過去，英帕隨後摧毀了時間之門，防止吉拉希姆利用薩爾達的力量復活終焉者。
回到了森林，突然間長久被封印住的被封印者（真身為被封印的終焉者）打破了封印並試圖逃走，林克將它重新封印後老婆婆出現，並告訴林克其實有第二道時之門，但林克必須將女神之劍升級才可將其開啟並拯救薩爾達，林克又重新踏上了旅程。在一連串的冒險後林克開啟了時之門並回到過去，薩爾達告訴林克她其實是海利亞女神的轉世。當年女神無法殺死終焉者，所以輪迴轉世為凡人，並期望有一天能有人利用三角神力的力量永遠的消滅終焉者。隨後薩爾達將自己封印在水晶內用以加強封印終焉者的力量，並將自己一部分的力量給了林克，林克這時終於得到了完全升級的退魔之劍。
林克回到了天空洛夫特並找到了三角神力，而後使用其力量消滅了被封印者，薩爾達也從水晶中被解放。但吉拉希姆突然出現並綁架薩爾達，打算用薩爾達的力量在過去的時間點中重新復活終焉者。林克追趕吉拉希姆到了過去，但以為時已晚。薩爾達的靈魂已被用來復活了終焉者，吉拉希姆恢復真身以劍靈之姿轉化成終焉者的配劍。在最終決鬥後林克終於擊敗了終焉者，林克使用退魔之劍將終焉者的靈魂給封印在劍裡面，林克也將退魔之劍給永遠封印，英帕則留在過去看守大師之劍以避免終焉者逃脫。
回到現代，老婆婆出現並告訴大家她就是當年留下來守護大師之劍的英帕後死去，遊戲的最後林克和薩爾達留在了地面世界看守三角神力並創造了海拉魯王國。

## 反響

### 評價與銷量
《禦天之劍》在日本《Fami通》雜誌上獲得了40分的滿分，是有史以來第16款獲得滿分的遊戲作品，在薩爾達傳說系列中則是第3款獲得滿分的作品。本作截至2012年3月的全球销量为352万份。
截止至2022年12月31日，任天堂Switch的移植版本銷量為415萬份，超越Wii原版的銷量。

### 致命程式錯誤
2011年12月15日，任天堂於官方網站公佈，確認了一項可致遊戲無法進行下去的致命程式錯誤，同時提供了回避及解決的辦法。
該程式錯誤的症狀及其發生條件如下：於「勇者之詩」取得事件中，若玩家於「砂漠」取得「雷龍之詩」後，再與出現於礦山入口的哥倫族（ゴロン族）人談話，本應於「森」與「火山」發生的各「詩」取得事件將不會發生，故事無法再進行下去。官方提供的回避方法為，先取得「森」與「火山」（不分先後）的「詩」，最後才進行「砂漠」的部分；又或是取得「砂漠」的「雷龍之詩」後，不與該位哥倫族人談話，然後進行「森」與「火山」的部分。程式錯誤的發生原因為，與該位哥倫族人談話後，使其後事件的發生條件消除，令遊戲不能再進行下去（若已取得「森」與「火山」的「詩」則不會發生症狀）。
任天堂會為已經發生症狀的玩家提供解決方法，玩家須把載有遊戲記錄的SD卡或整台Wii遊戲主機寄到任天堂，他們修復記錄後會寄回玩家，整個過程需時大約一星期。另一方面，官方亦將發布可修復遊戲記錄的程式，玩家須使用Wii經互聯網下載。
2011年12月21日，任天堂更新了以上公佈，宣佈即日起於「Wii購物頻道」（Wiiショッピングチャンネル）內開始提供「薩爾達傳說：Skyward Sword 記錄修復頻道」（ゼルダの伝説スカイウォードソード　データ修復チャンネル）的下載，有使用Wii上網的玩家，可下載該頻道自行修復有問題的遊戲記錄，其他玩家仍可選擇把SD卡或Wii主機寄到任天堂。

## 資料來源
1. 1 2  East, Thomas. . Official Nintendo Magazine. 2011-08-17  [2011-11-27]. （原始内容存档于2012-12-23）.
2. 1 2  . 2011-11-04  [2011-11-27]. （原始内容存档于2011-11-16）.
3. 1 2  . Nintendo. 2011-09-13  [2011-11-27]. （原始内容存档于2019-05-17）.
4. ↑  .   [2010-04-29]. （原始内容存档于2010-03-28）.
5. 1 2  . Nintendo. 2011-09-29  [2011-11-27]. （原始内容存档于2012-03-22）.
6. ↑  Gantayat, Anoop. . Andriasang. 2010-02-03  [2010-06-08]. （原始内容存档于2012-05-25）.
7. ↑  . Nintendo. 2009-10-30  [2010-06-08]. （原始内容存档于2012-09-02）.
8. ↑  . My Nintendo News. 2011-08-29  [2011-11-27]. （原始内容存档于2012-09-02）.
9. ↑  . Vooks. 2021-07-14  [2021-07-14]. （原始内容存档于2021-11-06） （澳大利亚英语）.
10. ↑  Robinson, Martin. . IGN.com. IGN Entertainment, Inc. 2009-11-19  [2010-06-08]. （原始内容存档于2012-09-02）.
11. 1 2  Watters, Chris. . GameSpot. CBS Interactive Inc. 2010-06-15  [2010-06-16]. （原始内容存档于2012-09-02）.
12. ↑  Harris, Craig. . IGN.com. IGN Entertainment, Inc. 2010-06-16  [2010-06-16]. （原始内容存档于2012-09-02）.
13. ↑  . IGN.   [2011-12-04]. （原始内容存档于2019-12-22）.
14. ↑  Jackson, Mike. . ComputerAndVideoGames.com. Future Publishing Limited. 2010-06-17  [2010-08-13]. （原始内容存档于2012-09-02）.
15. 1 2  Harris, Craig. . IGN.com. IGN Entertainment, Inc. 2010-06-15  [2010-06-16]. （原始内容存档于2012-09-02）.
16. ↑  Aubrey, Dave. . TheGamer. 2021-07-16  [2024-07-20] （英语）.
17. ↑  .   [2012-07-08]. （原始内容存档于2012-07-08）.
18. ↑  任天堂株式会社.  (PDF). 2012年4月27日  [2012年4月27日]. （原始内容存档 (PDF)于2019年5月22日）.
19. ↑  . 2023. ISBN 978-4-902346-47-3.
20. ↑  .   [2011-12-15]. （原始内容存档于2020-12-14）.

## 外部連結
- 《薩爾達傳說 禦天之劍》日本官方網站 （页面存档备份，存于）
- 《薩爾達傳說 禦天之劍》美國官方網站
- 《薩爾達傳說 禦天之劍 HD》官方網站：日本、香港、台灣